# Пандаби
Пандаби — талисман зимних параолимпийских Игр 2018-го года, прошедших в Южной Корее. Пандаби — гималайский медведь. Cимволизирует силу воли и храбрость. Также гималайский медведь — это символ южнокорейской провинции Канвондо, где проводились сами Игры.

### Значение имени
Имя «Пандаби» (англ. Bandabi, кор. 반다비) — составилось из двух южнокорейских слов. «Панда» происходит от «пандаль» (англ. bandal, кор. 반달), что в переводе на русский означает «полумесяц» — такую форму часто образует белая шерсть на груди гималайских медведей, а «би» (англ. bi, кор. — 비) в данном контексте означает празднование Игр.